# 101491 Grahamcrombie
101491 Grahamcrombie è un asteroide della fascia principale. Scoperto nel 1998, presenta un'orbita caratterizzata da un semiasse maggiore pari a 2,5590980 au e da un'eccentricità di 0,3097022, inclinata di 13,76600° rispetto all'eclittica.